# Potamocypris smaragdina
Potamocypris smaragdina är en kräftdjursart som först beskrevs av Vávra 1891.  Potamocypris smaragdina ingår i släktet Potamocypris och familjen Cyprididae.

## Underarter
Arten delas in i följande underarter:
- P. s. smaragdina
- P. s. compressa